# Heteropoda amphora
Heteropoda amphora este o specie de păianjeni din genul Heteropoda, familia Sparassidae, descrisă de Fox, 1936. Conform Catalogue of Life specia Heteropoda amphora nu are subspecii cunoscute.